# Tynsets kommun
Tynsets kommun (norska: Tynset kommune) är en kommun i landskapet Østerdalen i Innlandet fylke i östra Norge. Kommunens centralort är tätorten och staden Tynset.

## Administrativ historik
Tynsets kommun bildades på 1830-talet, samtidigt med flertalet andra norska kommuner. 1864 delades Tynsets kommun och Alvdals kommun blev självständig kommun. 1966 delades Kvikne kommun upp mellan Tynsets och Rennebu kommuner. 1970 överfördes ett område med fem invånare till Rennebu kommun. 1984 överfördes ett obebott område till Rendalens kommun.

## Tätorter
I Tynsets kommun finns en tätort:
- Tynset (centralort)

## Socknar
Inom Norska kyrkan är Tynsets kommun indelad i fyra socknar:
- Brydalens socken
- Kvikne socken
- Tylldalens socken
- Tynsets socken

## Kända personer
- Bjørnstjerne Bjørnson, författare